# Ernest Fournier de Flaix
Ernest Fournier de Flaix (13. listopadu 1824 Bordeaux – 13. dubna 1904 Sèvres) byl francouzský ekonom a publicista.
Spolupracoval s redakcemi tiskovin Parlement, La Province a Messager de Paris v Bordeaux, a poté s Journal des économistes a Revue des banques. Stal se korespondenčním členem Académie des sciences morales et politiques roku 1899.

## Dílo
- Études économiques et financières (2 svazky, 1883)
- L'Indépendance de l'Égypte et le régime international du canal de Suez (1883)
- L'Impôt sur le pain, la réaction protectionniste et les résultats des traités de commerce (1885)
- La Réforme de l'impôt en France : Les théories fiscales et les impôts en France et en Europe aux XVIIe et XVIIIe siècles (1885)
- Traité de critique et de statistique comparée des institutions financières, systèmes d'impôts et réformes fiscales des divers États au XIXe siècle (1889)
- Pendant une mission en Russie. Première série. À travers l'Allemagne (2 svazky, 1894)
- L'Impôt dans les diverses civilisations (1897)